# Coppa del Mondo di combinata nordica 2017
La Coppa del Mondo di combinata nordica 2017, trentaquattresima edizione della manifestazione organizzata dalla Federazione Internazionale Sci, è iniziata il 26 novembre 2016 a Kuusamo, in Finlandia, e si è conclusa il 19 marzo 2017 a Schonach im Schwarzwald, in Germania. Nel corso della stagione si sono tenuti a Lahti i Campionati mondiali di sci nordico 2017, non validi ai fini della Coppa del Mondo, il cui calendario ha dunque contemplato un'interruzione tra febbraio e marzo.
Si sono disputate tutte le 25 gare previste, in 12 diverse località: 23 individuali Gundersen e 2 a squadre (1 in formula 4x5 km e 1 sprint a coppie); 9 gare si sono svolte su trampolino normale e 16 su trampolino lungo.
Il tedesco Eric Frenzel si è aggiudicato la coppa di cristallo, il trofeo assegnato al vincitore della classifica generale. Non sono state stilate classifiche di specialità; Frenzel era il detentore uscente della Coppa generale.

## Risultati
| Data                   | Località                | Nazione       | Trampolino                  | Spec.            | Primo                                                                | Secondo                                                                | Terzo                                                         |
| ---------------------- | ----------------------- | ------------- | --------------------------- | ---------------- | -------------------------------------------------------------------- | ---------------------------------------------------------------------- | ------------------------------------------------------------- |
| 26 novembre 2016       | Kuusamo                 | Finlandia     | Rukatunturi HS142           | IN LH/10 km      | Johannes Rydzek                                                      | Eric Frenzel                                                           | Jørgen Graabak                                                |
| 27 novembre 2016       | Kuusamo                 | Finlandia     | Rukatunturi HS142           | IN LH/10 km      | Johannes Rydzek                                                      | Wilhelm Denifl                                                         | Akito Watabe                                                  |
| 2 dicembre 2016        | Lillehammer             | Norvegia      | Lysgårdsbakken HS100        | T NH/4x5 km      | Germania Björn Kircheisen Eric Frenzel Fabian Rießle Johannes Rydzek | Norvegia Mikko Kokslien Espen Andersen Håvard Klemetsen Jørgen Graabak | Austria David Pommer Mario Seidl Wilhelm Denifl Philipp Orter |
| 3 dicembre 2016        | Lillehammer             | Norvegia      | Lysgårdsbakken HS100        | IN NH/10 km      | Eric Frenzel                                                         | Johannes Rydzek                                                        | Fabian Rießle                                                 |
| 4 dicembre 2016        | Lillehammer             | Norvegia      | Lysgårdsbakken HS138        | IN LH/10 km      | Eric Frenzel                                                         | Björn Kircheisen                                                       | Jørgen Graabak                                                |
| 17 dicembre 2016       | Ramsau am Dachstein     | Austria       | W90-Mattensprunganlage HS96 | IN NH/10 km      | Johannes Rydzek                                                      | Fabian Rießle                                                          | Eric Frenzel                                                  |
| 18 dicembre 2016       | Ramsau am Dachstein     | Austria       | W90-Mattensprunganlage HS96 | IN NH/10 km      | Eric Frenzel                                                         | Fabian Rießle                                                          | Vinzenz Geiger                                                |
| 7 gennaio 2017         | Lahti                   | Finlandia     | Salpausselkä HS130          | IN LH/10 km      | Eric Frenzel                                                         | Eero Hirvonen                                                          | Johannes Rydzek                                               |
| 8 gennaio 2017         | Lahti                   | Finlandia     | Salpausselkä HS130          | IN LH/10 km      | Fabian Rießle                                                        | Eric Frenzel                                                           | Johannes Rydzek                                               |
| 13 gennaio 2017        | Val di Fiemme           | Italia        | Giuseppe Dal Ben HS134      | IN LH/10 km      | Eric Frenzel                                                         | Johannes Rydzek                                                        | Magnus Moan                                                   |
| 14 gennaio 2017        | Val di Fiemme           | Italia        | Giuseppe Dal Ben HS134      | T SP LH/2x7,5 km | Norvegia I Espen Andersen Jørgen Graabak                             | Rep. Ceca I Miroslav Dvořák Tomáš Portyk                               | Italia I Samuel Costa Alessandro Pittin                       |
| 15 gennaio 2017        | Val di Fiemme           | Italia        | Giuseppe Dal Ben HS134      | IN LH/15 km      | Eric Frenzel                                                         | Johannes Rydzek                                                        | Akito Watabe                                                  |
| 21 gennaio 2017        | Chaux-Neuve             | Francia       | La Côté Feuillée HS118      | IN LH/10 km      | Johannes Rydzek                                                      | Fabian Rießle                                                          | Akito Watabe                                                  |
| 22 gennaio 2017        | Chaux-Neuve             | Francia       | La Côté Feuillée HS118      | IN LH/10 km      | Fabian Rießle                                                        | Johannes Rydzek                                                        | Eric Frenzel                                                  |
| Nordic Combined Triple |                         |               |                             |                  |                                                                      |                                                                        |                                                               |
| 27 gennaio 2017        | Seefeld in Tirol        | Austria       | Toni Seelos HS109           | IN NH/5 km       | Johannes Rydzek                                                      | Eric Frenzel                                                           | Samuel Costa                                                  |
| 28 gennaio 2017        | Seefeld in Tirol        | Austria       | Toni Seelos HS109           | IN NH/10 km      | Johannes Rydzek                                                      | Eric Frenzel                                                           | Samuel Costa                                                  |
| 29 gennaio 2017        | Seefeld in Tirol        | Austria       | Toni Seelos HS109           | IN NH/15 km      | Eric Frenzel                                                         | Johannes Rydzek                                                        | Bernhard Gruber                                               |
| 4 febbraio 2017        | Alpensia                | Corea del Sud | Alpensia HS140              | IN LH/10 km      | Johannes Rydzek                                                      | Mario Seidl                                                            | Fabian Rießle                                                 |
| 5 febbraio 2017        | Alpensia                | Corea del Sud | Alpensia HS140              | IN LH/10 km      | Johannes Rydzek                                                      | Eric Frenzel                                                           | Mario Seidl                                                   |
| 10 febbraio 2017       | Sapporo                 | Giappone      | Ōkurayama HS134             | IN LH/10 km      | Björn Kircheisen                                                     | Akito Watabe                                                           | Mikko Kokslien                                                |
| 11 febbraio 2017       | Sapporo                 | Giappone      | Ōkurayama HS134             | IN LH/10 km      | Akito Watabe                                                         | Tim Hug                                                                | Manuel Faißt                                                  |
| 11 marzo 2017          | Oslo Holmenkollen       | Norvegia      | Holmenkollen HS134          | IN LH/10 km      | Akito Watabe                                                         | Eric Frenzel                                                           | Björn Kircheisen                                              |
| 15 marzo 2017          | Trondheim               | Norvegia      | Granåsen HS140              | IN LH/10 km      | Eric Frenzel                                                         | Johannes Rydzek                                                        | Fabian Rießle                                                 |
| 18 marzo 2017          | Schonach im Schwarzwald | Germania      | Langenwaldschanze H106      | IN NH/10 km      | Eric Frenzel                                                         | Wilhelm Denifl                                                         | Johannes Rydzek                                               |
| 19 marzo 2017          | Schonach im Schwarzwald | Germania      | Langenwaldschanze H106      | IN NH/10 km      | Eric Frenzel                                                         | François Braud                                                         | Akito Watabe                                                  |

Legenda:

IN = individuale Gundersen

SP = sprint

T = gara a squadre

NH = trampolino normale

LH = trampolino lungo

## Classifiche

### Generale
| Pos. | Nome             | Nazione   | Punti |
| ---- | ---------------- | --------- | ----- |
| 1    | Eric Frenzel     | Germania  | 1734  |
| 2    | Johannes Rydzek  | Germania  | 1609  |
| 3    | Akito Watabe     | Giappone  | 1086  |
| 4    | Fabian Rießle    | Germania  | 1069  |
| 5    | Björn Kircheisen | Germania  | 748   |
| 6    | Mario Seidl      | Austria   | 719   |
| 7    | Ilkka Herola     | Finlandia | 475   |
| 8    | Eero Hirvonen    | Finlandia | 464   |
| 9    | Wilhelm Denifl   | Austria   | 442   |
| 10   | Bernhard Gruber  | Austria   | 436   |

### Nazioni
| Pos. | Nazione     | Punti |
| ---- | ----------- | ----- |
| 1    | Germania    | 6688  |
| 2    | Austria     | 3372  |
| 3    | Norvegia    | 2823  |
| 4    | Giappone    | 2106  |
| 5    | Finlandia   | 1450  |
| 6    | Francia     | 860   |
| 7    | Italia      | 675   |
| 8    | Rep. Ceca   | 464   |
| 9    | Svizzera    | 357   |
| 10   | Stati Uniti | 215   |